# Emancipatio canonica
Die Emancipatio canonica (lat. „kanonische Entlassung aus der Vormundschaft“), in der themenbezogenen Literatur meist kurz Emanzipation, war im mittelalterlichen Kirchenrecht die Herauslösung einer unmündigen Person aus der rechtlichen Abhängigkeit vom Vater oder Vormund.
In den Dom- und Stiftskapiteln bedeutete der Begriff ursprünglich die Freistellung neuer Mitglieder von der Aufsicht des Scholasters und die Verleihung der Vollmitgliedschaft mit Stimmrecht und Pfründe. In der frühen Neuzeit, als die Dompfründen für Adelssöhne reserviert waren, war die Emanzipation die letzte, feierlich begangene Stufe des Aufnahmeprozesses, der mit der Aufschwörung begann.